# Piper pseudobredemeyeri
Piper pseudobredemeyeri är en pepparväxtart som beskrevs av J.A. Steyermark. Piper pseudobredemeyeri ingår i släktet Piper och familjen pepparväxter. Inga underarter finns listade i Catalogue of Life.